# Sail Amsterdam 2010

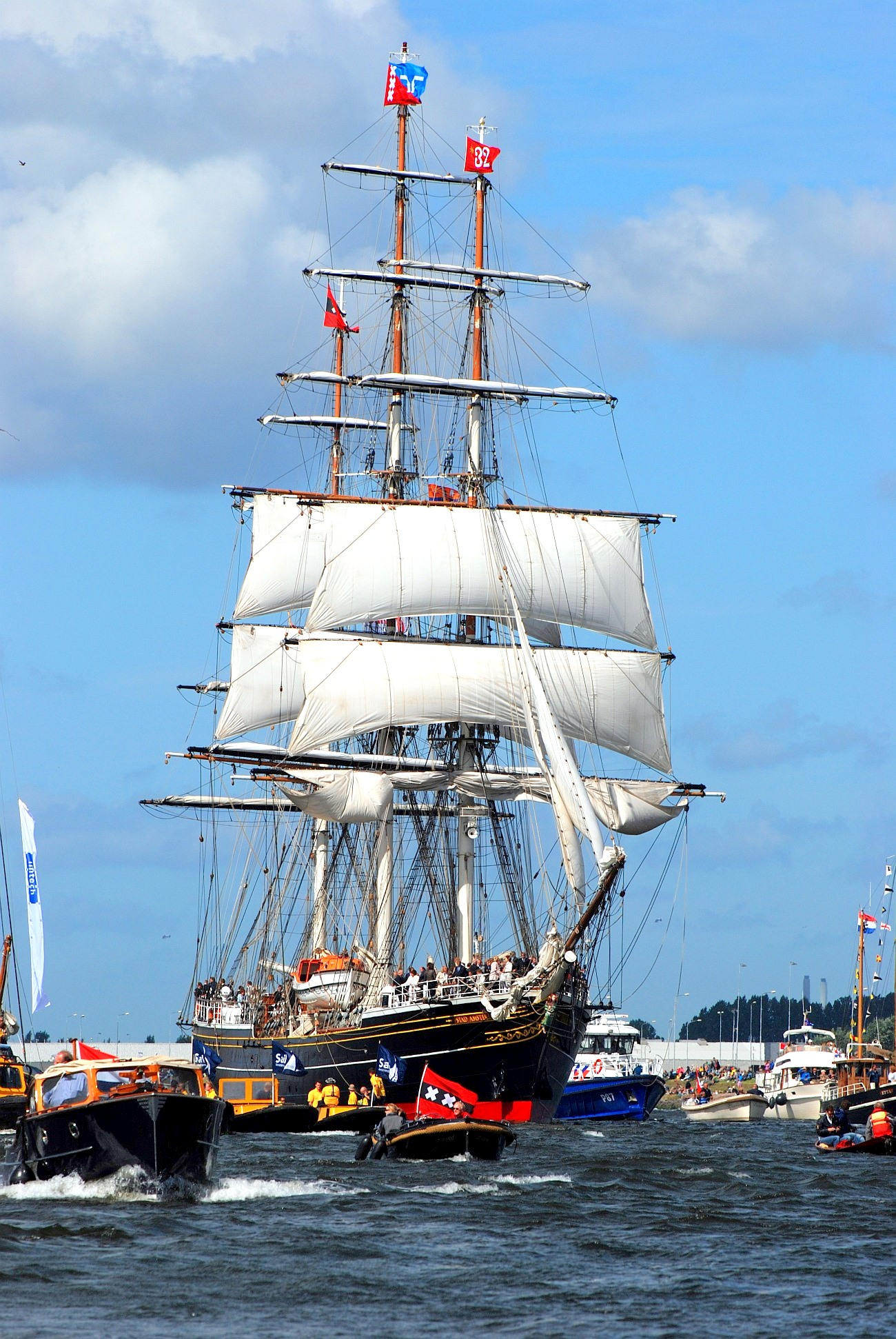
De intocht van de Stad Amsterdam op 19 augustus

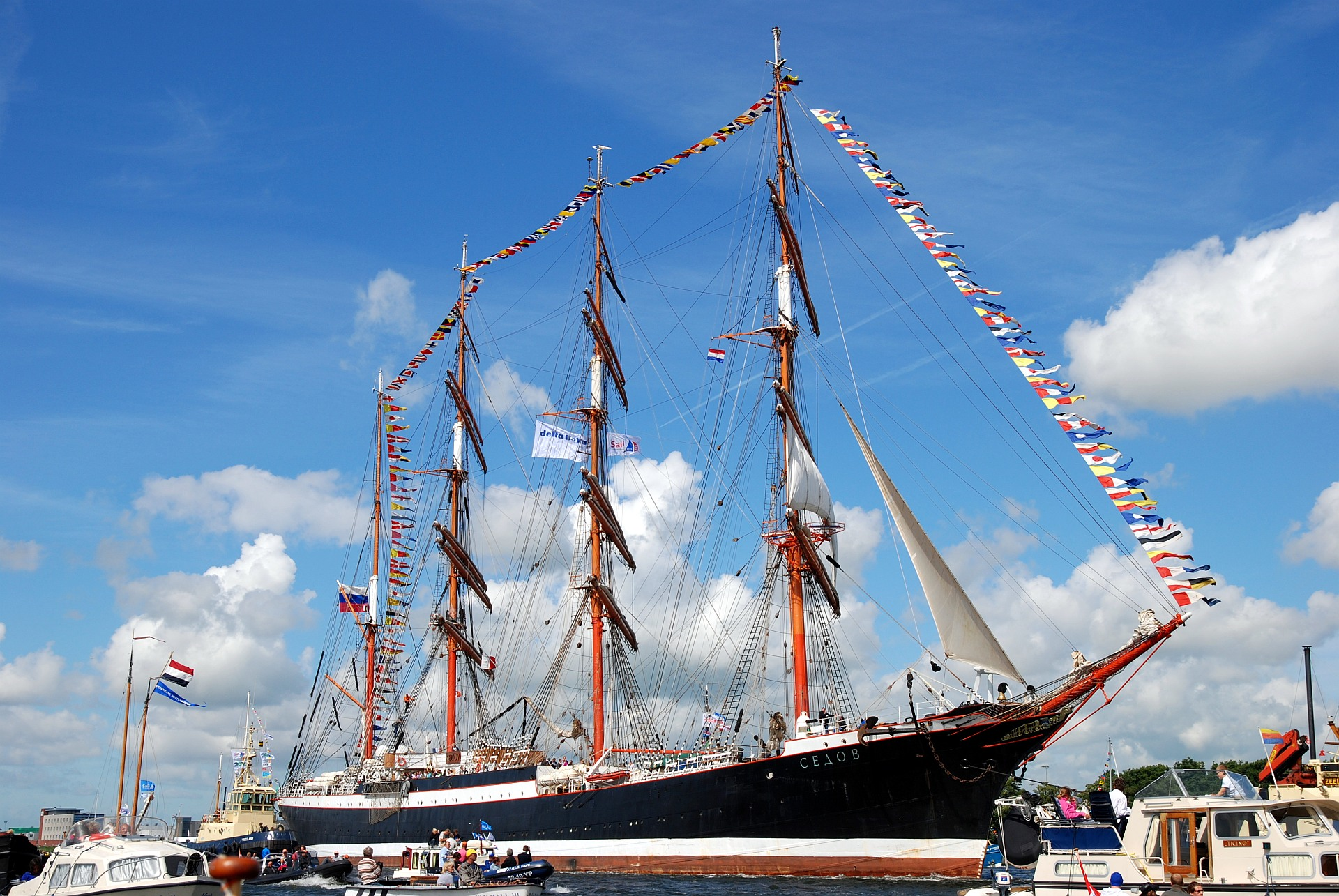
De Sedov tijdens de intocht op 19 augustus

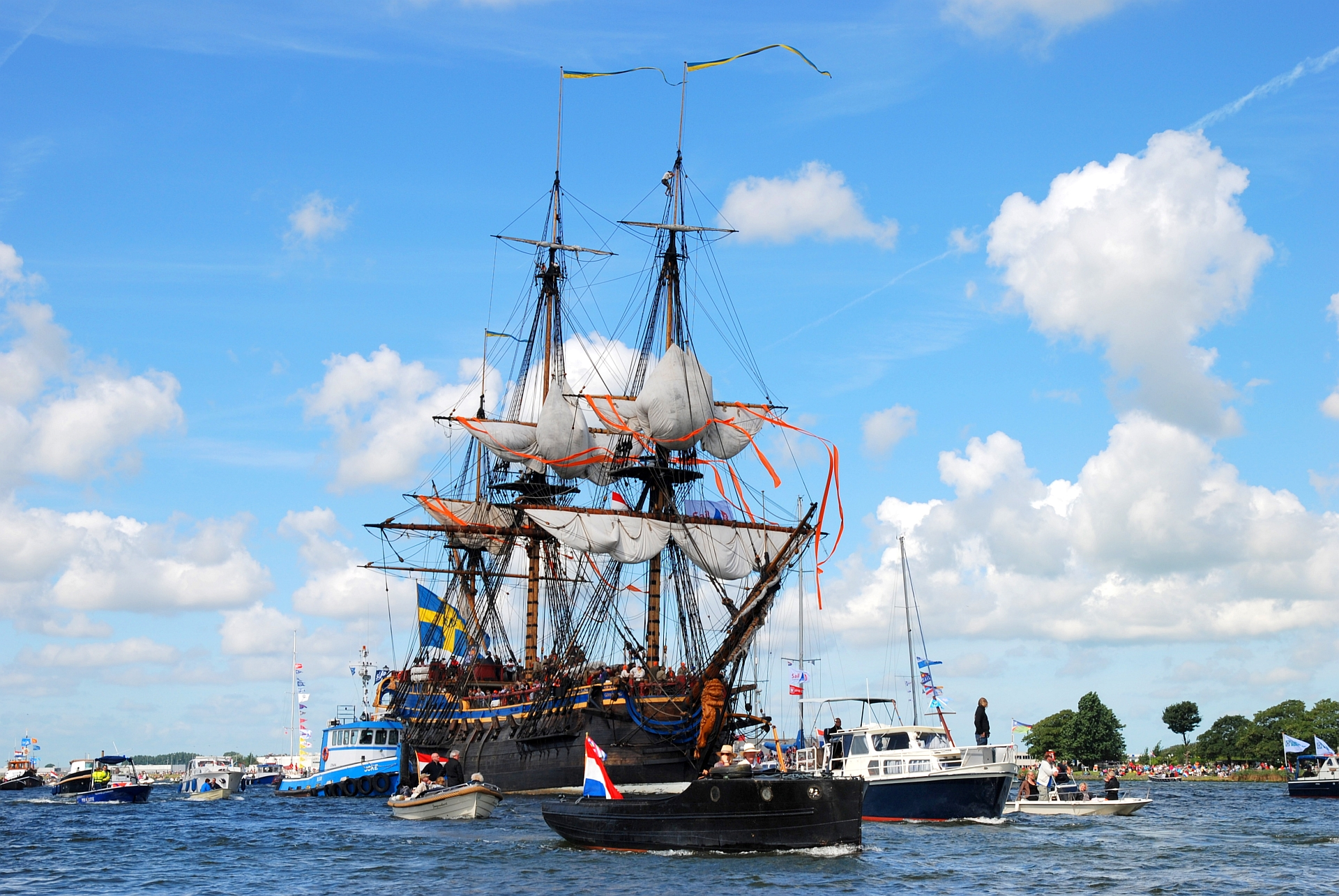
De Götheborg tijdens de intocht op 19 augustus

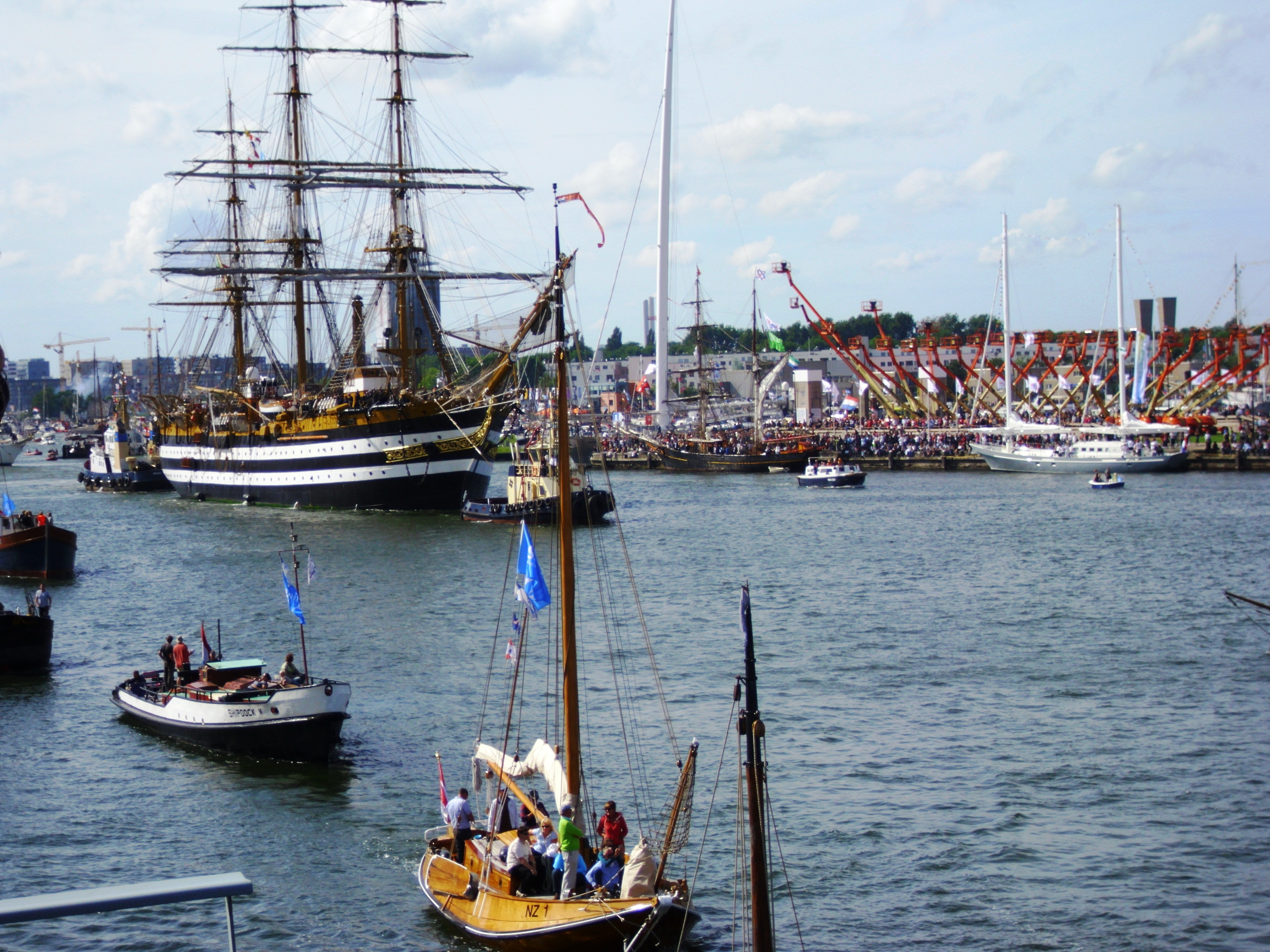
De Amerigo Vespucci

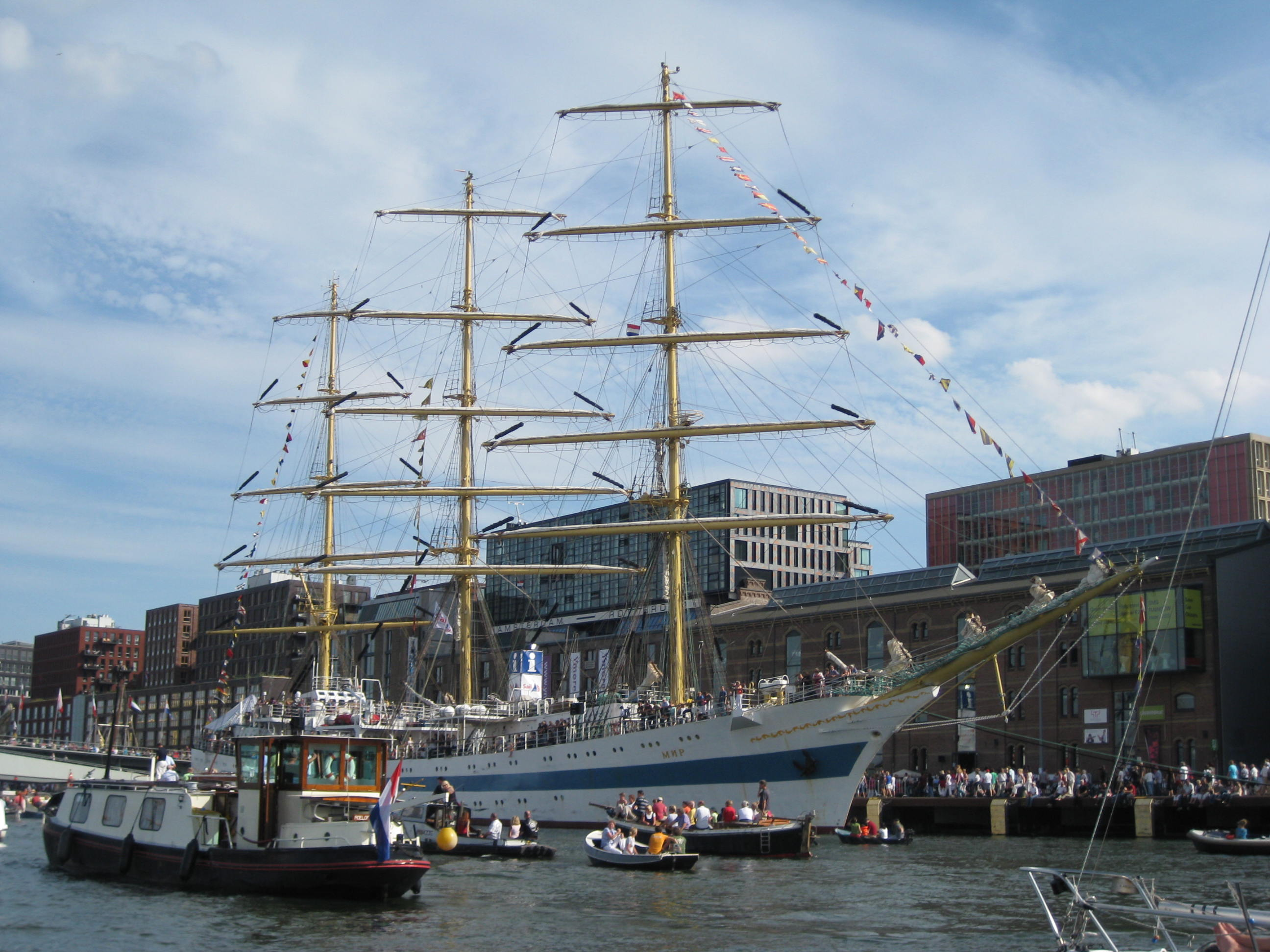
De Mir in de IJhaven

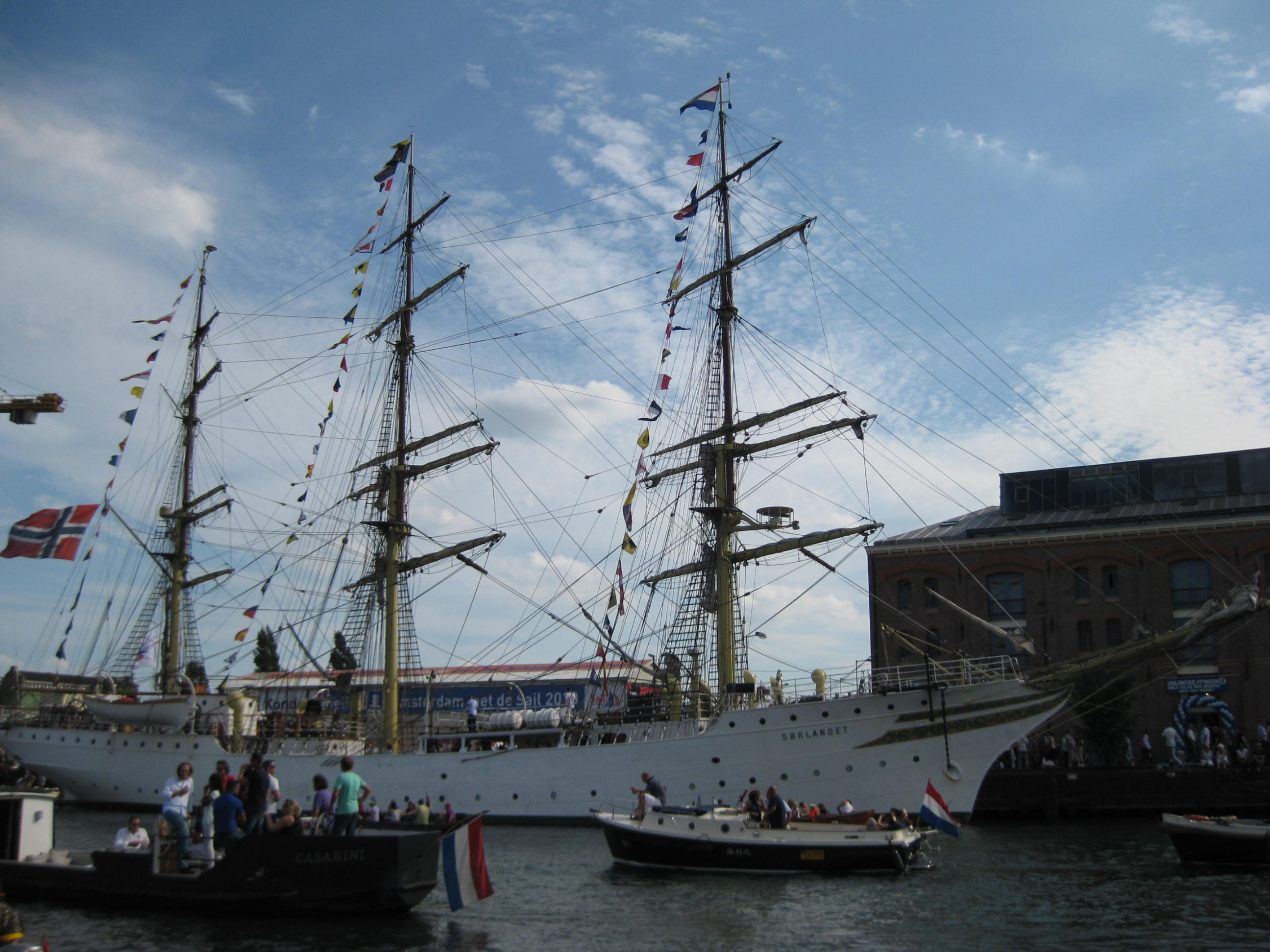
De Sørlandet

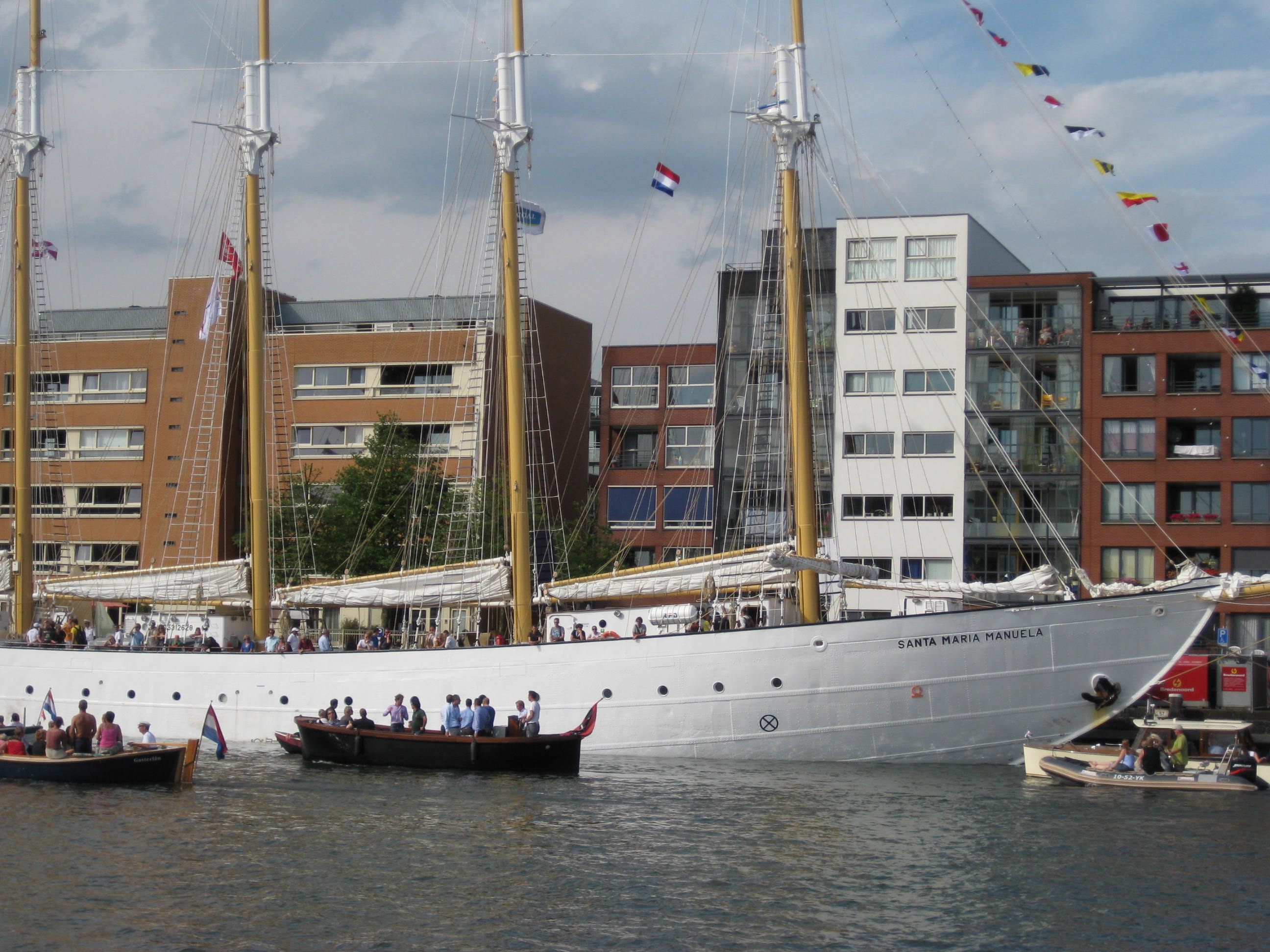
De Santa Maria Manuela

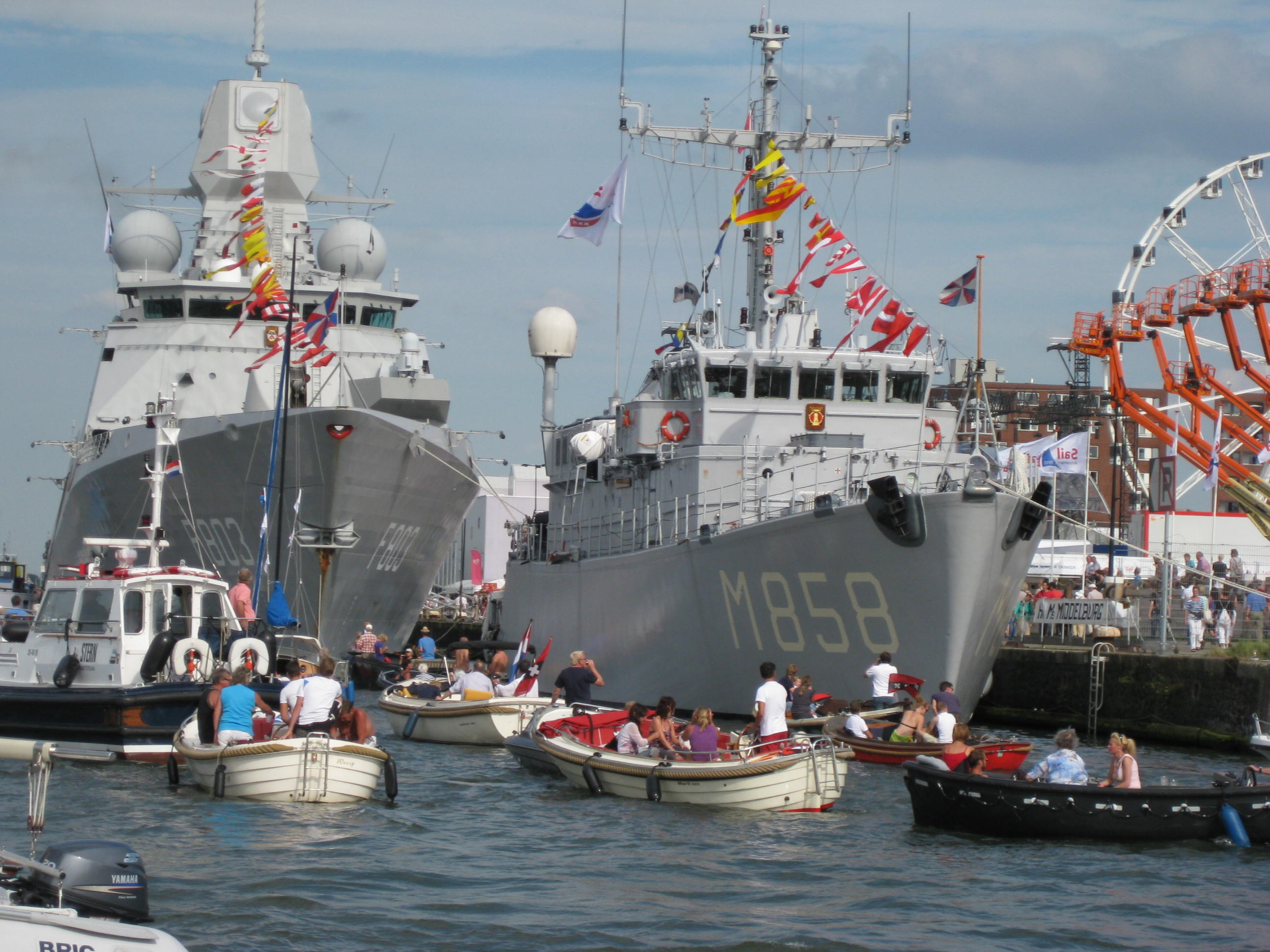
Schepen van de Koninklijke Marine

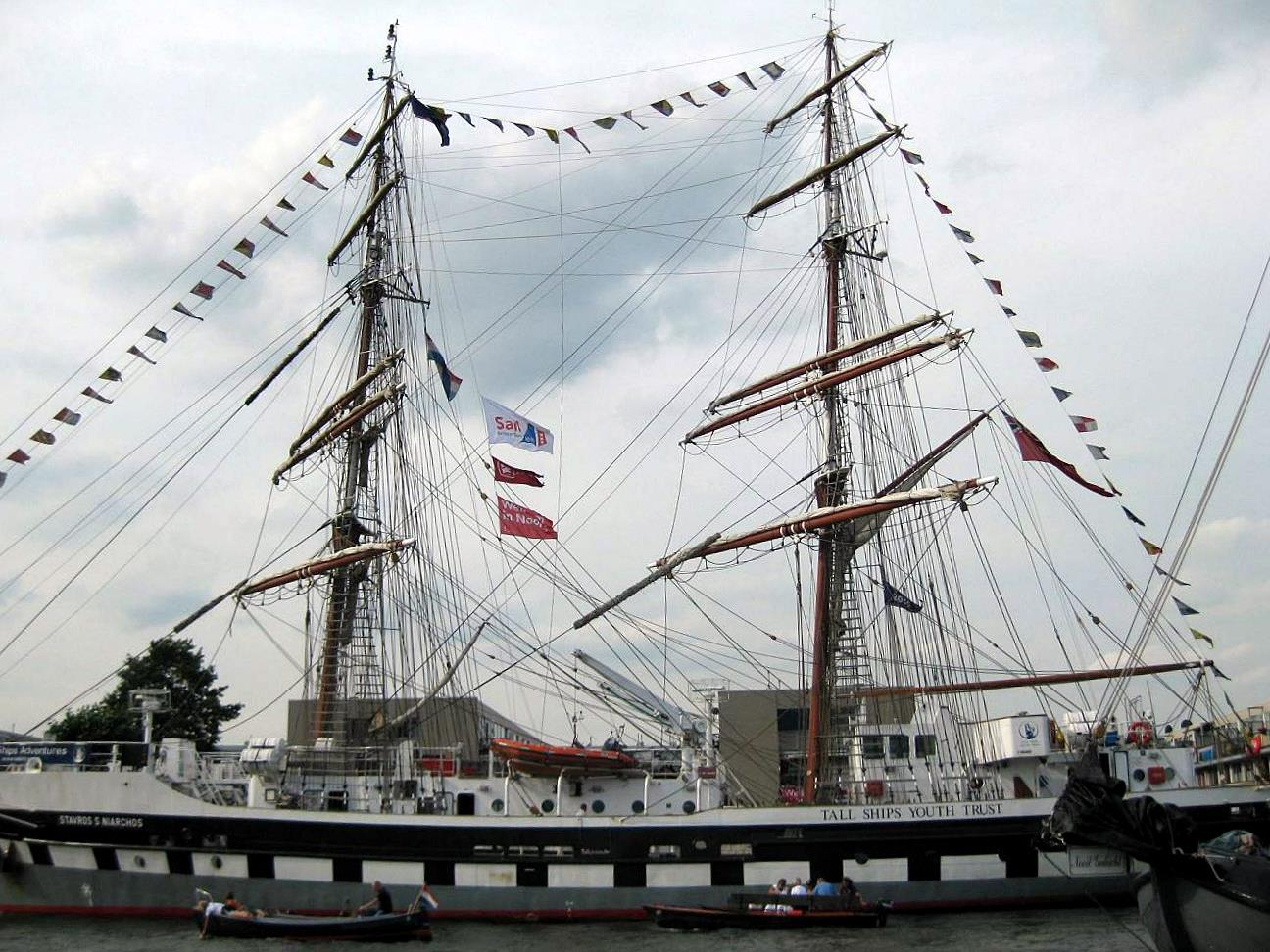
De Stavros S Niarchos

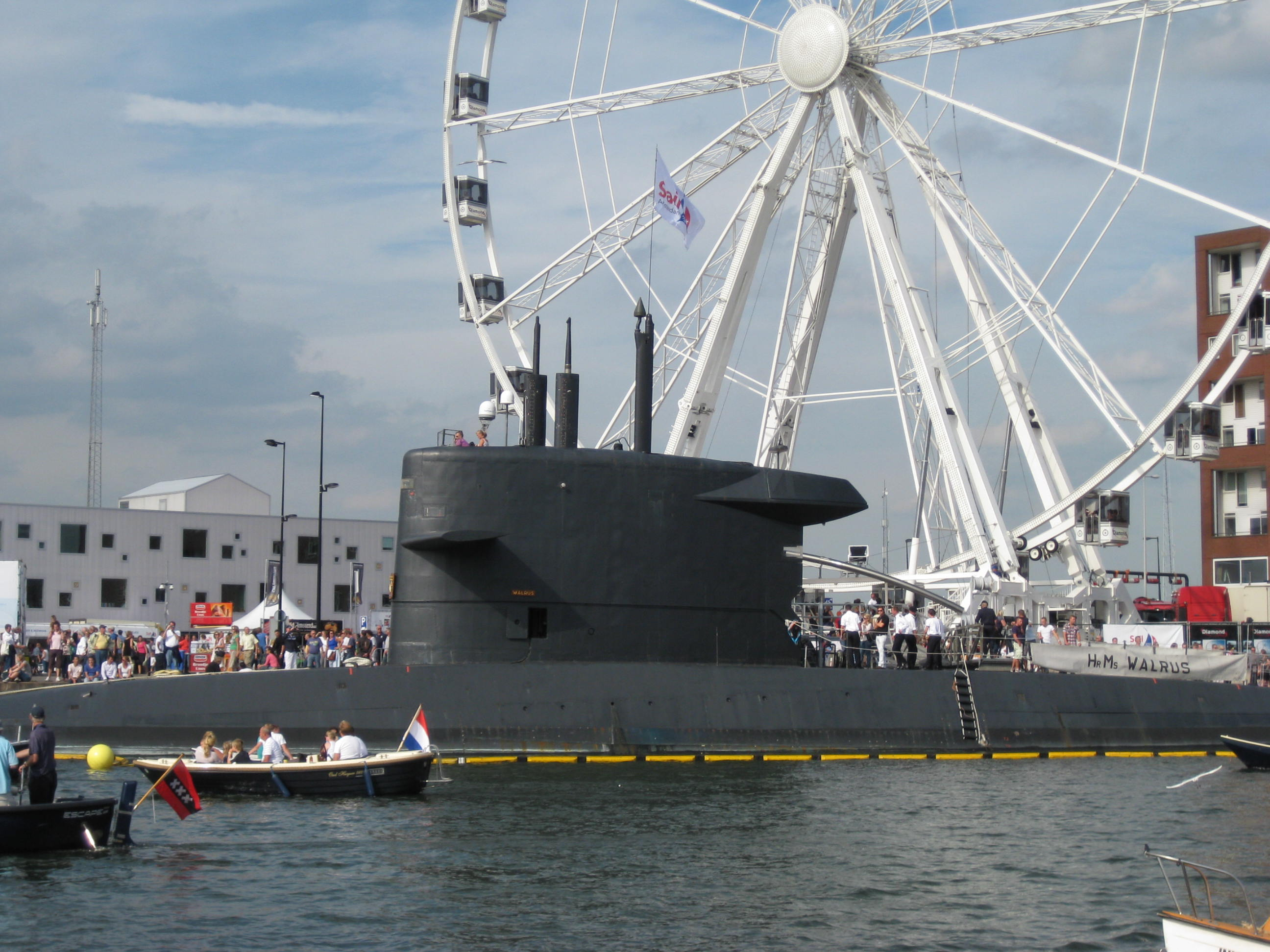
Hr. Ms. Walrus

Sail Amsterdam werd in 2010 gehouden van 19 tot en met 23 augustus.

## Sail In
De Sail In vond plaats op 19 augustus, toen vele honderden schepen van velerlei soorten en afmetingen de grote zeilschepen op hun intocht begeleidden van IJmuiden door het Noordzeekanaal naar het IJ in Amsterdam. De vloot werd aangevoerd door de klipper Stad Amsterdam, die juist was teruggekeerd van een reis om de wereld.
Een week tevoren waren de twee uitneembare delen van de Jan Schaeferbrug gedemonteerd, nodig om tijdens Sail de grote en historische zeilschepen door te kunnen laten. Beide brugdelen zijn na de demontage op een Amsterdamse scheepswerf geparkeerd. (Na Sail zijn ze weer terug op hun plek gezet.)
De schepen werden afgemeerd in de IJhaven en langs diverse andere kades langs het IJ. Op vrijdag, zaterdag en zondag waren er diverse evenementen op en rond het IJ. De drukste dag was zaterdag 21 augustus, toen circa een half miljoen mensen een bezoek brachten. Op de andere dagen waren er circa 300.000 bezoekers. Totaal trok Sail Amsterdam dit jaar circa 1,5 miljoen bezoekers.

## Sail Out
Voor het eerst sinds het bestaan van Sail Amsterdam werd er een officiële Sail Out gehouden. Tijdens eerdere edities van Sail Amsterdam besloten de bemanningsleden van de deelnemende tallships zelf wanneer zij de haven van Amsterdam weer verlieten. Het ene schip voer meteen na de laatste tocht uit, andere bleven nog een week in Amsterdam liggen. Net als bij de Sail In, waarbij de tallships, de historische vaartuigen, de partyschepen en een vloot van kleine schepen en bootjes allemaal gezamenlijk de haven in komen varen, varen bij de Sail Out alle schepen gezamenlijk de haven van Amsterdam weer uit. Tijdens Sail Amsterdam 2010, kan men de activiteiten vanaf het water meemaken op een van de vele deelnemende (zeil)schepen.
Niet alle hierna genoemde schepen hadden een ligplaats in de IJhaven. De schepen die in de tabel een (K) met een cijfer hebben staan vermeld op het ligplaatsenplan van 22 juli 2010. Het cijfer is het ligplaatsnummer op het plan.

## Deelnemende schepen
Deelnemende tallships die aansluitend aan de Tall Ships Races 2010 uit Hartlepool komen met de North Sea Tall Ships Regatta 2010:
| Huidige naam van schip | K   | Vlag en nationaliteit | IMO-nummer  | Bouwjaar | Foto's op Commons  | Homepage                   |
| ---------------------- | --- | --------------------- | ----------- | -------- | ------------------ | -------------------------- |
| Astrid                 |     | Nederland             | IMO 5027792 | 1924     | Astrid             | www.tallshipastrid.nl      |
| Eendracht              |     | Nederland             | IMO 8814275 | 1989     | Eendracht          | www.eendracht.nl           |
| Kaliakra               | K10 | Bulgarije             | IMO 8308410 | 1984     | Kaliakra           | www.navbul.com             |
| Oosterschelde          |     | Nederland             | IMO 5347221 | 1918     | Oosterschelde      | www.oosterschelde.nl       |
| Pelican of London      | K24 | Verenigd Koninkrijk   | IMO 5273339 | 1948     | Pelican of London  | www.adventureundersail.com |
| Pogoria                | K8  | Polen                 |             | 1980     | Pogoria            | www.pogoria.pl             |
| Santa Maria Manuela    | K25 | Portugal              |             | 1937     |                    | www.ancruzeiros.pt         |
| Shabab Oman            | K27 | Oman                  |             | 1971     | Shabab Oman        | www.omanet.om              |
| Stad Amsterdam         | K3  | Nederland             | IMO 9185554 | 2000     | Stad Amsterdam     | www.stadamsterdam.nl       |
| Stavros S Niarchos     | K36 | Verenigd Koninkrijk   | IMO 9222314 | 2000     | Stavros S Niarchos | www.tallships.org          |
| Thor Heyerdahl         | K23 | Duitsland             | IMO 5221491 | 1930     | Thor Heyerdahl     | www.thor-heyerdahl.de      |
| Wylde Swan             |     | Nederland             | IMO 5126718 | 1920     | Wylde Swan         | www.swanfanmakkum.nl       |

## Deelnemende Class A-schepen, niet in deze race, maar wel aangemeld in Amsterdam
| Huidige naam van schip | K   | Vlag en nationaliteit | IMO-nummer  | Bouwjaar | Foto's op Commons      | Homepage                       |
| ---------------------- | --- | --------------------- | ----------- | -------- | ---------------------- | ------------------------------ |
| Amerigo Vespucci       | K28 | Italië                |             | 1931     | Amerigo Vespucci       | www.congedativespucci.it       |
| Dar Młodzieży          | K7  | Polen                 | IMO 7821075 | 1982     | Dar Młodzieży          | www.dar-mlodziezy.de           |
| Dewaruci               | K35 | Indonesië             |             | 1953     | Dewaruci               |                                |
| Götheborg              | K16 | Zweden                | IMO 8646678 | 2002     | Götheborg              | www.soic.se                    |
| Großherzogin Elisabeth | K37 | Duitsland             | IMO 5309413 | 1909     | Großherzogin Elisabeth | www.grossherzogin-elisabeth.de |
| Iskra Orp              | K26 | Polen                 | IMO 8225450 | 1982     | Iskra Orp              | www.dzh.mw.mil.pl              |
| Krusenstern            | K1  | Rusland               | IMO 6822979 | 1926     | Krusenstern            | www.vrlogistics.ru             |
| Loa                    | K20 | Denemarken            |             | 1922     |                        | www.loa.dk                     |
| Mir                    | K5  | Rusland               | IMO 8501701 | 1987     | Mir                    | www.tall-shipmir.ru            |
| Sedov                  | K2  | Rusland               | IMO 7946356 | 1921     | Sedov                  | www.sts-sedov.info             |
| Shtandart              | K39 | Rusland               |             | 1999     | Shtandart              | www.shtandart.com              |
| Sørlandet              | K11 | Noorwegen             | IMO 5334561 | 1927     | Sorlandet              | www.skoleskibet.no             |

## Class B
- Aglaia (Oostenrijk)
- Gallant (Nederland)
- Jolie brise (Engeland) (K12)
- Rupel (België) (K13)
- Tecla (Nederland)
- Trinovante (Engeland) (K17)

## Deelnemende Class B-schepen, niet in deze race, maar wel aangemeld in Amsterdam
- Arung Samudera (Indonesië)
- Bel espoir II (Frankrijk) (K19)
- Belle poule (Frankrijk)
- Falken (Zweden) (K21)
- Gladan (Zweden) (K22)
- Joanna Saturna (Finland)
- Rara Avis (K18)
- La Recouvrance (Frankrijk) (K4)

## Class C
- Black Diamond of Durham (Engeland)
- Dar Szczecina (Polen)
- Dwinger (Nederland) (K32)
- Gaudeamus (Polen)
- Ocean Scout (Engeland)
- Offshore Scout (Engeland)
- Riyal (Nederland)
- Spaniel (Letland)
- Thermopylae Clipper (Engeland)
- Williwaw (België)

## Class D
- Endorfina (Polen)
- Hebe III (Tsjechië)
- Lietuva (Litouwen)
- Rona II (Engeland)
- Urania (Nederland)
- Vityaz (Rusland)

## Overige voor zover bekende deelnemers
| Huidige naam van schip | K   | Vlag en nationaliteit        | IMO/ENI-nummer | Bouwjaar  | Foto's op Commons | Homepage                            |
| ---------------------- | --- | ---------------------------- | -------------- | --------- | ----------------- | ----------------------------------- |
| Aphrodite              |     | Nederland                    |                | 1994      | Aphrodite         | sail-aphrodite.com                  |
| Artemis                |     | Nederland                    | IMO 5209699    | 1926      | Artemis           | www.tallship-company.com            |
| Atlantis               |     | Nederland                    | IMO 8333635    | 1905      | Atlantis          | www.tallship-company.com[dode link] |
| Bree Sant              |     | Nederland                    |                | 1905      |                   | www.breesant.nl                     |
| Dhow Theyab            | K6  | Verenigde Arabische Emiraten |                |           |                   |                                     |
| Ecolution              | K30 | Nederland                    |                | 2010      | Ecolution         | www.ecolutions.nl                   |
| Fleur de passion       | K14 | Frankrijk                    |                | 1941      |                   | www.pacifique.ch                    |
| Gallant                |     | Nederland                    |                | 1916      | Gallant           | http://www.degallant.nl             |
| Gladan                 | K22 | Zweden                       |                | 1947      | Gladan            |                                     |
| Gulden leeuw           |     | Nederland                    |                | 1937      |                   | www.guldenleeuw.com                 |
| Hydrograaf             |     | Nederland                    |                | 1910      | Hydrograaf        | www.tweehelemooieschepen.nl         |
| J.R. Tolkien           |     | Nederland                    | IMO 7017064    | 1964      | J.R. Tolkien      | www.restchart.com                   |
| Kamper kogge           | K15 | Nederland                    |                | 1998      | Kamper kogge      | www.kamper-kogge.nl                 |
| Loth loriën            |     | Nederland                    |                | 1907      | Loth loriën       | www.restchart.com                   |
| Mare Frisium           |     | Nederland                    | IMO 5344592    | 1916      | Mare Frisium      | www.tallship-company.com            |
| Mayby                  |     | Nederland                    |                | 1933      |                   | www.maybe-sailing.com               |
| Mercedes               |     | Nederland                    | IMO 5156658    | 1958      | Mercedes          | www.windisourfriend.de[dode link]   |
| Minerva                |     | Nederland                    | IMO 8942979    | 1935      | Minerva           | www.alacartecruises.nl              |
| Morgenster             |     | Nederland                    | IMO 5241657    | 1919      | Morgenster        | www.zeilbrik.org                    |
| Thalassa               |     | Nederland                    | IMO 8101276    | 1980      | Thalassa          | www.tallshipthalassa.nl             |
| Tres hombres           | K31 | Sierra Leone                 |                | 1940/1945 | Tres hombres      | www.svtreshombres.com               |
| Urania                 |     | Nederland                    |                | 1928      | Urania            | www.defensie.nl                     |
| Utrecht statenjacht    | K9  | Nederland                    | ENI 02015523   | 2003      | Utrecht           | www.statenjacht.nl                  |
| Zénobe Gramme          |     | België                       |                | 1961      | Zénobe Gramme     | www.mil.be                          |

- Korevaer
- Lelie
- Oostvogel
- Sanne Sophia
- Stedemaeght, een als walvisjager Pol IV in 1926 in Noorwegen gebouwd schip, dat in 1994 onder zeil kwam als Nederlandse driemastbark.

Het Varend erfgoed van de volgende behoudsorganisaties, met circa 350 schepen:
- BASM Stichting tot behoud van Authentieke Stoomvaartuigen en Motorsleepboten (met 35 sleepboten)
- LVBHB Landelijke Vereniging tot Behoud van het Historisch Bedrijfsvaartuig (met 42 voormalige bedrijfsvaartuigen)
- SBH Stichting Behoud Hoogaars (met 5 schepen)
- SKZ Stichting Kotterzeilen (met 18 kotters)
- SLW Stichting Langedijk Waterrijk (met 9 schepen)
- VBOG Vereniging van Booteigenaren "Oude Glorie" (met 40 schepen)
- VBZ Vereniging tot Behoud van de Zalmschouw (met 55 zalmschouwen)
- VDMS Vereniging De Motorsleepboot (met 87 sleepboten)
- VKSJ Vereniging Klassieke Scherpe Jachten (met 26 jachten)
- VSRP Vereniging van Vrienden van het Stamboek Ronde en Platbodemjachten (met 125 schepen)